# Cork Celtic FC
Cork Celtic was een Ierse voetbalclub uit Cork, de tweede grootste stad van het land.
In 1951 voegde de club zich bij de League in eerste klasse als Evergreen United, deze naam werd tot 1959 behouden. De club speelde in het Turners Cross-Stadion en waren de rivalen van Cork Hibernians.
Zoals andere clubs uit Cork (Hibernians en United) kreeg de club te kampen met financiële problemen. De problemen reflecteerden ook op de resultaten. Na de titel in 1974 ging het bergaf met de club.
In 1979 werd de club uit de eerste klasse gestemd en pogingen om in de Munster Senior League mislukten waardoor de club werd ontbonden.

## Erelijst
- Landskampioen
  - 1974

## Cork Celtic in Europa
#R = #ronde, T/U = Thuis/Uit, W = Wedstrijd, PUC = punten UEFA coëfficiënten .
Uitslagen vanuit gezichtspunt Cork Celtic FC
| Seizoen | Competitie   | Ronde | Land                           | Club           | Totaalscore | 1e W       | 2e W    | PUC |
| ------- | ------------ | ----- | ------------------------------ | -------------- | ----------- | ---------- | ------- | --- |
| 1964/65 | Europacup II | 1R    | Vlag van Bulgarije (1971-1990) | Slavia Sofia   | 1-3         | 1-1 (T)    | 0-2 (U) | 1.0 |
| 1974/75 | Europacup I  | 1R    | Vlag van Cyprus                | Omonia Nicosia | walk-over   | Omonia nog |         | 0.0 |
|         |              | 1/8   | Vlag van Sovjet-Unie           | Ararat Jerevan | 1-7         | 1-2 (T)    | 0-5 (U) | 0.0 |

Totaal aantal punten voor UEFA coëfficiënten: 1.0

## Rangschikkingen
| Jaar    | Plaats | Jaar    | Plaats |
| ------- | ------ | ------- | ------ |
| 1978/79 | 16de   | 1964/65 | 8ste   |
| 1977/78 | 14de   | 1963/64 | 4de    |
| 1976/77 | 9de    | 1962/63 | 4de    |
| 1975/76 | 8ste   | 1961/62 | 2de    |
| 1974/75 | 7de    | 1960/61 | 4de    |
| 1973/74 | 1ste   | 1959/60 | 2de    |
| 1972/73 | 12de   | 1958/59 | 2de    |
| 1971/72 | 8ste   | 1957/58 | 3de    |
| 1970/71 | 5de    | 1956/57 | 4de    |
| 1969/70 | 9de    | 1955/56 | 4de    |
| 1968/69 | 11de   | 1954/55 | 11de   |
| 1967/68 | 3de    | 1953/54 | 2de    |
| 1966/67 | 11de   | 1952/53 | 10de   |
| 1965/66 | 11de   | 1951/52 | 5de    |